# Elisabeth Schwarz (Sängerin)

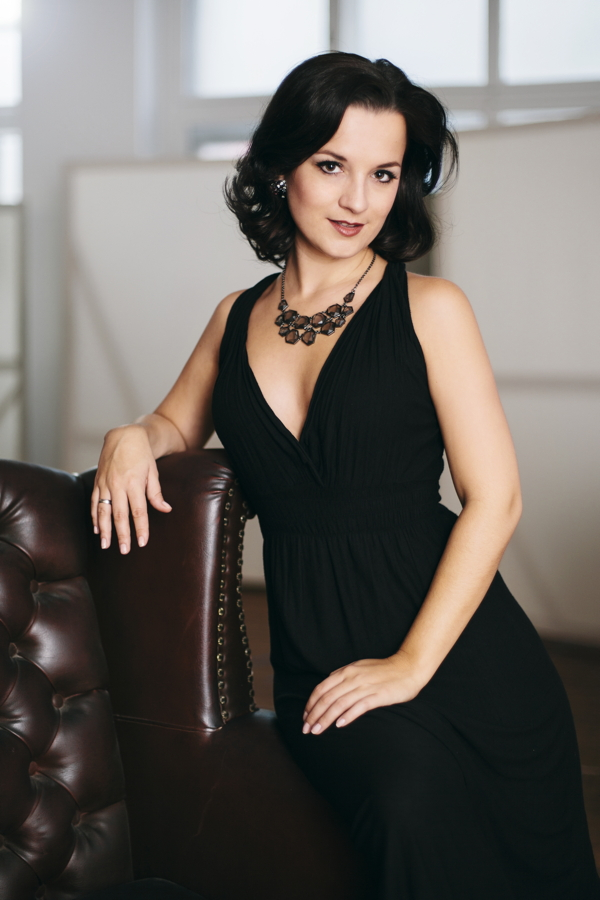
Elisabeth Schwarz (2015)

Elisabeth Schwarz (* 1984 in Salzburg) ist eine österreichische Opern-, Operetten-, Oratorien-, Lied- und Konzertsängerin mit der Stimmlage Sopran.

## Leben
Schwarz legte 2002 ihre Matura am Musischen Gymnasium in Salzburg ab. Die Gesangsausbildung begann sie im Jahr 2003 an der Universität für Musik und Darstellende Kunst in Graz. Ihre Gesangslehrerin dort war die österreichische Kammersängerin Joanna Borowska-Isser, ehemals Mitglied der Wiener Staatsoper. Außerdem besuchte sie Meisterkurse bei Sylvia Geszty (2005) und Helga Müller-Molinari (2005). Ihre Ausbildung schloss sie 2009 mit Auszeichnung ab.
In Hochschulproduktionen der Musikuniversität Graz sang sie erste Opernrollen: Barbarina in Le nozze di Figaro (Saison 2004/05) und Zerlina in Don Giovanni (Saison 2005/06). In der Saison 2005/06 war sie Mitglied des Opernstudios der Oper Graz. An der Oper Graz trat sie in der Saison 2005/06 unter anderem als Papagena in Die Zauberflöte und als Komtess Stasi in der Operette Die Csárdásfürstin auf.
Seit 2007 gastierte Schwarz im Fach der Soubrette und Koloratursoubrette an verschiedenen österreichischen Bühnen. Seit 2007 war sie regelmäßig beim Operettenfestival Franz Lehár in Bad Ischl zu hören, so 2007 als Adele und Ida in Die Fledermaus, 2008 als Arsena in Der Zigeunerbaron und 2009 als Mi in Das Land des Lächelns.
Sie gastierte am Landestheater Salzburg (Saison 2007/08, als Christel in der Operette Der Vogelhändler) und mehrfach am Stadttheater Baden in Baden bei Wien. Dort sang sie Hannerl in der Operette Das Dreimäderlhaus (Saison 2007/08), die Hanni in Frühlingsluft (Saison 2008/09), Sandmännchen/Taumännchen in Hänsel und Gretel (Saison 2009/10), die Pepi in Wiener Blut (Saison 2009/10) und die Cosette in dem Musical Les Misérables (Sommer 2011).
In der Spielzeit 2008/09 debütierte Schwarz (als Gast) an der Wiener Volksoper in der Rolle der Prinzessin Mi in der Operette Das Land des Lächelns. Seit der Saison 2009/10 ist sie dort festes Ensemblemitglied. Zu ihren Rollen dort gehören Olympia (Hoffmanns Erzählungen), Blondchen (Die Entführung aus dem Serail), Adele, Antonia (in Antonia und der Reißteufel, Pop-Oper von Christian Kolonovits), Mi, Papagena, das Zigeunermädchen Frasquita in der Oper Carmen, Esmeralda (Die verkaufte Braut), Teresa (Das Wundertheater) und Barbarina (Die Hochzeit des Figaro). In der Spielzeit 2010/11 sang sie dort erstmals die Juliette Vermont in der Operette Der Graf von Luxemburg (ab Jänner 2011) und übernahm die Komtesse Stasi in einer Neuinszenierung der Operette Die Csárdásfürstin (ab April 2011).
Im Sommer 2012 debütierte Schwarz bei den Salzburger Festspielen; unter der Leitung von Nikolaus Harnoncourt sang sie die Papagena in der Oper Die Zauberflöte. Als Papagena war sie auch 2015 an der Opéra Bastille (Paris) zu sehen.